# 弗朗西斯·萊恩
弗朗西斯·萊恩（英語：Francis Adonijah Lane，1874年9月23日—1927年2月17日）是美國短跑選手，曾參加1896年夏季奥林匹克运动会。
舉行1896年夏季奧運會之時，萊恩在普林斯頓大學讀大三的時候，他是美國代表團中大學代表隊的十四人之一，在前往雅典的十六天的旅程因暈船而發病情況甚為嚴重。
萊恩參加100米比賽，他以12.2秒的成績成為第一位參加奧運會的美國人，也是有史以來第一位贏得100米比賽的人。在決賽中，他跑了12.6秒，與匈牙利的索科伊·奥洛约什並列第三，兩人同時成為銅牌得主。